# Szent Miklós Görögkatolikus Roma Szakkollégium
A Szent Miklós Görögkatolikus Roma Szakkollégium Debrecenben működő, 2015-ben alapított szakkollégium, amelyet a Hajdúdorogi főegyházmegye tart fenn.

## Bemutatása

### A Szakkollégium megalakulása, a működés keretei
A keresztény cigány szakkollégiumok létrehozása Európában egyedülálló kezdeményezésnek számít. Magyarország történelmi egyházai 2011-ben alapították meg a Keresztény Roma Szakkollégiumi Hálózatot. Ennek a hálózatnak hatodik intézményeként 2015 nyarán jött létre a Szent Miklós Görögkatolikus Roma Szakkollégium Debrecenben, a Hajdúdorogi főegyházmegye alapításával.
A cigány szakkollégium létrehozásának ötlete a Magyar görögkatolikus egyházban jól illeszkedett az egyház szociális küldetéséhez, amely elsősorban a szegények, a periférián élők, és különösen a cigányok evangelizálására, lelki gondozására és társadalmi integrációjuk elősegítésére összpontosít. Már 2011-ben megalakult egy görögkatolikus cigány szakkollégium Miskolcon, majd ezt követően jött létre a debreceni intézmény. Ennek a két szakkollégiumnak a működése szoros kapcsolatban áll a Magyar görögkatolikus egyház több mint nyolc évtizedes cigány pasztorációs tevékenységével.
A Szakkollégium a Szent Miklós Görögkatolikus Diákotthon részeként működik, fenntartója továbbra is a Hajdúdorogi Főegyházmegye. Az intézmény – ahogyan a többi cigány szakkollégium is – olyan hátrányos helyzetű cigány fiatalokat fogad, akik felsőoktatási tanulmányokat folytatnak. Az első tanévben 12-ről 20 főre nőtt a szakkollégisták száma, és mára már stabil 28-32 fős létszámmal működik. A Szakkollégium hallgatói a Debreceni Egyetem különböző karain szerzik meg diplomájukat.
A Szakkollégium azóta is szerves része annak az országosan bővülő hálózatnak, amelyet a cigány szakkollégiumok alkotnak. Ez a hálózat több mint négyszáz diplomázott és több mint háromszáz aktív taggal mára a felsőoktatás egyik legfontosabb esélyegyenlőségi alapkövévé vált.

### Céljai
A Szakkollégium fő célja a cigány, hátrányos helyzetű fiatalok diplomához jutásának elősegítése, valamint annak biztosítása, hogy ne essenek ki a felsőoktatásból. Emellett a Szakkollégium hozzá kíván járulni egy olyan, keresztény értékrendet képviselő, felelős értelmiségi réteg kialakításához, akik szakmai eredményeikkel nemcsak a saját karrierjüket építik, hanem vállalják a társadalmi felelősségvállalást is, hogy elősegítsék a cigányok társadalmi integrációját és hozzájáruljanak a cigányok és nem cigányok közötti harmonikus együttéléshez.
A Szakkollégium ezen célok elérésére tehetséggondozó és szükség esetén hátránykompenzáló programokat kínál. Olyan komplex szakmai fejlesztési programot működik a Szakkollégiumban, amely moduláris tanulmányi kurzusokat, idegen nyelvi oktatást, egyéni korrepetálást, közösségi szolgálatot és számos szakmai illetve közösségi eseményt tartalmaz. Mindezeket kiegészíti egy támogató mentori rendszer, egyéni fejlesztési terv, amely segít a célok kitűzésében és értékelésében, valamint teljesítményalapú ösztöndíj is jár a kiemelkedő teljesítményt nyújtó szakkollégistáknak.

### A helyszín
A Szent Miklós Görögkatolikus Diákotthon – amely a Szakkollégium székhelye is egyben – Debrecen belvárosában, a vasútállomáshoz közel helyezkedik el. Az épület magas komfortszintet biztosít, külön fürdőszobás, 2-4 ágyas szobákkal, így kényelmes, megfizethető és könnyen elérhető lakhatást kínál a diákok számára. Ezen kívül számos tanulási és szórakozási lehetőséget biztosít a hallgatóknak. A Szakkollégium programjainak többsége is a Diákotthon közösségi tereiben valósul meg.

## Alapelvei
A Szent Miklós Görögkatolikus Roma Szakkollégium működése az alábbi alapelveken nyugszik:
- A Szakkollégium keresztény közösség, tevékenységének tartalmi és formai kereteiben is illeszkedik az Egyház érték- és szokásrendszeréhez.
- A Szakkollégium értelmiségi közösség: saját szakterületükön jó vagy kiváló teljesítményre törekvő, leendő értelmiségieknek nyújt szolgáltatást.
- A Szakkollégium egy öntevékeny közösség: a célok, tevékenységek egy közösség tagjaként érhetők el. A Szakkollégiumban kiemelt érték az odafigyelés, egymás segítése, a közös tanulás. A közösség együttes működése és tagjainak egyéni aktivitása egyaránt fontos a siker érdekében.
- A Szakkollégiumnak küldetése van: tagjai a cigányok felemelkedéséért, a nem cigányok és a cigányok harmonikus együttéléséért munkálkodnak.
- A Szakkollégium aktívan tesz a társadalmi felelősségvállalásért: arra törekszik, hogy tagjai ne csak elméletben, hanem a gyakorlatban is kipróbálják magukat segítő szerepben, ezzel gyakorolják az aktív felelősségvállalást.
- A Szakkollégium célja, hogy hallgatóit saját szakterületükön kimagasló teljesítményhez segítse, tehetséggondozó és szükség esetén hátránykompenzáló tevékenységet végezzen.
- A Szakkollégium nagy hangsúlyt fektet a tudományos eredmények ösztönzésére, célja a hallgatók tudományos életbe való bekapcsolódásának támogatása.

Hit, tehetség, feladatvállalás, közösség. Ezek azok az alapelvek, melyek mentén a Szakkollégium a tevékenységeit megtervezi és lebonyolítja.

## Szakkollégiumi programok és tevékenységek

### Ösztöndíjnyújtás
A Szent Miklós Görögkatolikus Roma Szakkollégium minden egyetemi hallgatónak rendszeres ösztöndíjat biztosít, aki sikeresen felvételt nyer a Szakkollégiumba. Az ösztöndíj mértéke a szakkollégista egyetemi és szakkollégiumi teljesítményétől függ, és jelenleg havi maximum 80 000 Ft lehet, amely ösztöndíj-kiegészítéssel legfeljebb 95 000 Ft-ra is növelhető.
A szakkollégiumi ösztöndíj teljesítményalapú, tehát nem csupán szociális vagy rászorultsági alapon jár. Az ösztöndíj meghatározásakor figyelembe vesszük a korábbi tanulmányi eredményeket, valamint a szakkollégiumi tevékenységet (például részvételt szakkollégiumi képzéseken, közösségi és hitéleti programokon, közösségi szolgálatot különböző szociális és oktatási intézményekben, félévzáró vizsgafeladat minőségét stb.). Fontos, hogy az ösztöndíjhoz kapcsolódó feladatok mennyisége és jellege rugalmasan igazítható a hallgató egyéni szükségleteihez és elfoglaltságaihoz. Négy különböző ösztöndíjsáv létezik, amelyek különböző kötelező és választható elemeket tartalmaznak. Továbbá, ha a szakkollégista kiemelkedő tanulmányi vagy szakkollégiumi teljesítményt nyújt, a Szakkollégium többletpontokkal is elismeri ezt.
A szakkollégisták a rendszeres tanulmányi ösztöndíjon kívül eseti ösztöndíj-kiegészítésben, kutatási ösztöndíjban vagy rendkívüli szakkollégiumi ösztöndíjban is részesülhetnek. Az ösztöndíj-kiegészítést pályázat útján lehet elnyerni, és azok a szakkollégisták kaphatják meg, akik aktív tagsággal rendelkeznek. A nyertes pályázók különböző szakkollégiumi tisztségeket tölthetnek be, például szakkollégiumi hallgatói önkormányzati képviselő, közösségi animátor, PR-referens, toborzási mediátor, tanulókör-vezető vagy honorácior, és különböző feladatokat végeznek, amelyek elősegítik a hallgatói öntevékenységet és közösségi szerepvállalást a Szakkollégiumban.

### Kulturális és közismereti modul – szakkollégiumi képzések
A keresztény cigány szakkollégiumok, így a Szent Miklós Görögkatolikus Roma Szakkollégium egyik jellegzetessége, hogy tanulmányi rendszere moduláris felépítésű, és három fő modult tartalmaz: kulturális, közismereti és spirituális modulokat.
A közismereti és kulturális modulba tartozó képzések egy félévben öt alkalommal (6 óra/alkalom, összesen 30 óra félévente) kerülnek megrendezésre, jellemzően havonta egyszer, szombati napokon, a tanulmányi hétvégék keretében.
A kulturális modul célja, hogy a hallgatók elsajátítsák a magyarországi és európai cigányok társadalmi és kulturális jellemzőivel kapcsolatos alapismereteket, valamint fejlesszék a cigány hallgatók kettős (cigány és magyar) identitását.
A közismereti modul két célt szolgál: egyrészt a hallgatók általános műveltségének és látókörének szélesítését, különféle közismereti témák (pl. politikai, gazdasági, jogi) feldolgozásával, másrészt a diplomához, sikeres munkavállaláshoz és az értelmiségi élethez szükséges kompetenciák fejlesztését (például kommunikációs készségek, tanulásmódszertani ismeretek, álláskeresési technikák stb.).
A szakkollégisták a félév végén egy szakkollégiumi vizsgafeladatot teljesítenek, amely a félév során megtanult témákra épül. Ez lehet egyéni vagy csoportos feladat, írásbeli vagy szóbeli formában (például elemző esszé, esettanulmány, konferencia-előadás, esetverseny, projektmunka csoportos prezentációja stb.).

### Spirituális modul – hitéleti alkalmak
A hitéleti programok közé tartoznak a heti két alkalommal, a Szakkollégiumban szervezett ima- és katekézis alkalmak, valamint egyéb hitéleti események a tanév során, mint például lelkigyakorlatok, liturgikus rendezvények stb.
A spirituális modul célja, hogy a szakkollégisták alapvető ismereteket szerezzenek teológiai és egyházi kérdésekben, mélyebb hitbeli elköteleződést érjenek el, és felkészüljenek arra, hogy hivatásukat betöltve hitelesen képviseljék hitüket a világban és az Egyházban. A hallgatókkal folytatott beszélgetések során olyan alapvető kérdésekre keresnek válaszokat a Szakkollégiumban, amelyek az egyéni és közösségi életet formálják, miközben az erkölcsi értékeket is alakítjuk, amelyeket a Görögkatolikus Egyház is képvisel.

### Idegen nyelvi oktatás
Az idegen nyelvi képzés célja, hogy minél több szakkollégista megszerezze a nyelvvizsgát, valamint szóban és írásban is magabiztosan tudjon kommunikálni legalább egy idegen nyelven. A Szakkollégium épületében zajló, helyben biztosított nyelvoktatás annak a felismerésnek az eredménye, hogy az idegen nyelvtudás jelentősen növeli a hallgatók esélyeit a nemzetközi szakmai és tudományos életbe való bekapcsolódásra, valamint számottevő előnyt jelent a munkaerőpiacon is. A nyelvórák minden szakkollégista számára elérhetők, függetlenül attól, hogy rendelkeznek-e már nyelvvizsgával.
A nyelvoktatás heti 2-3 órában történik a szorgalmi időszak alatt, elsősorban angol nyelven, de igény szerint más európai nyelveken is indulhatnak csoportok. A hallgatók nyelvi szintjük alapján kis létszámú (2–4 fős) csoportokba kerülnek. A nyelvoktatás minden félévben csoportonként 24 tanórában valósul meg, szintén a Szakkollégium épületében.

### Mentori konzultációk
A szakkollégista egyetemi tanulmányait egy mentor segíti, akit a Szakkollégium kér fel erre a feladatra. A mentor olyan szakember, aki a hallgató választott tudományterületén dolgozik, és lehetőség szerint azon az egyetemen, karon, intézetben vagy tanszéken tanít, ahol a szakkollégista is a tanulmányait végzi.
A mentor szerepe, hogy támogassa a hallgató személyes fejlődését és tanulmányi céljainak elérését. Segít eligazodni az egyetemi struktúrában, hozzájárul az eredményes tanulási módszerek kialakításához, és előmozdítja a szakterületi elmélyülést, valamint az egyéni kutatási irány megtalálását. Emellett aktívan részt vesz az egyéni fejlesztési terv kidolgozásában és értékelésében, illetve ha fennáll a lemorzsolódás veszélye, közreműködik egy célzott beavatkozási terv összeállításában is.
A mentori konzultációkra mind a szorgalmi, mind a vizsgaidőszakban havi rendszerességgel, havonta legalább 2 órányi időtartamban kerül sor.

### Egyéni Fejlesztési Terv
Az Egyéni Fejlesztési Terv (röviden: EFT) egy kérdőív formájában kitöltendő dokumentum, amely személyre szabott célokat és tevékenységeket tartalmaz, elsősorban a tanulmányi előmenetel és a karriertervezés területein. A dokumentum rögzíti a hallgató rövid, közép- és hosszú távú céljait, valamint feltérképezi az egyéni erősségeket és fejlesztendő készségeket is. Az EFT folyamattervként végigkíséri a hallgató szakkollégiumi és egyetemi tanulmányait, és hozzájárul a tudatos tervezés, illetve a rendszeres önreflexió kialakításához.
A hallgató az EFT-t szakkollégiumi tagságának kezdetén készíti el, majd minden félév elején frissíti azt, az aktuális félévre vonatkozó rövid távú célok kitűzésével. Ezek a célok úgynevezett SMART-kritériumok szerint kerülnek megfogalmazásra, azaz konkrétak, mérhetők, elérhetők, relevánsak és időhöz kötöttek. A hallgató a félév végén értékeli, mennyiben valósultak meg a kitűzött célok. Ebben a folyamatban a mentor nyújt segítséget, mind a célkitűzések megfogalmazásában, mind a megvalósulás értékelésében.

### Tantárgyi korrepetálás
Annak a szakkollégistának, aki azt kérelmezi, a Szakkollégium a nehezebb egyetemi tantárgyak sikeres teljesítése érdekében tantárgyi korrepetálást biztosít külső szakértő – rendszerint egyetemi oktató – bevonásával. Az egyéni foglalkozás keretében zajló korrepetálás min. 5, max. 20 órában zajlik. Ezzel az eszközzel a Szakkollégium képes hatékonyan, egyénre szabottan és a szükségletekre gyorsan reagálva a hallgatók egyetemi előrehaladását támogatni és az esetleges felsőoktatásból való lemorzsolódást megelőzni.

### Közösségi szolgálat
A közösségi szolgálat olyan, a Szakkollégium által szervezetten biztosított hallgatói tevékenység, amelynek során a résztvevő szakkollégista önkéntes, térítésmentes munkát végez egy hátrányos helyzetű közösség javára. Ez a tevékenység nemcsak konkrét segítségnyújtást jelent, hanem hozzájárul a társadalmi felelősségvállalás mélyüléséhez, a szociális érzékenység fejlődéséhez, valamint az együttműködési készség erősödéséhez. A hallgatók a közösségi szolgálatot különféle intézményekben – például egyházi, oktatási, szociális vagy gyermekvédelmi területen – végzik, egyénileg vagy csoportosan.
A szakkollégisták a közösségi szolgálat keretében debreceni és vidéki középiskolákat is látogathatnak (ld. középiskolai toborzás), ahol hátrányos helyzetű, elsősorban cigány középiskolai tanulók megszólításával a szakkollégiumi program mellett a felsőfokú továbbtanulást népszerűsítik és pályaorientációval kapcsolatos előadásokat, csoportos feladatokat is szerveznek.
Közösségi szolgálat keretében van lehetőség középiskolások mentorálására is. A középiskolai mentorprogram keretében a szakkollégisták olyan hátrányos helyzetű, elsősorban cigány középiskolai tanulókat mentorálnak, akik valamilyen érettségit adó középiskola 11. vagy 12. évfolyamára járnak. Nekik havi rendszerességgel, havonta legalább 2 órányi időtartamban mentori támogatást nyújtanak, melynek célja a sikeres tanulmányi előmenetel, eredményes érettségi és a felsőoktatásba való bekerülés.

### Közösségi programok
A Szakkollégium egyik kiemelt célja, hogy olyan közösséget formáljon, amely az egyetemi évek során biztos hátteret nyújt tagjainak, a későbbiekben pedig tartós kapcsolati hálóként szolgálhat számukra. Ennek elősegítésére a tanulmányi és hitéleti programokat változatos közösségi események egészítik ki, mint például társasjáték-estek, közös főzések, színház- vagy mozilátogatások, valamint sportprogramok.
A Szakkollégiumban maguk a hallgatók, az ún. közösségi animátorok játsszák a főszerepet egy-egy közösségi program előkészítésében és lebonyolításában.

### Közösségi, tanulmányi vagy hitéleti utak
A Szakkollégium rendszeres programjai keretében félévente legalább egy alkalommal olyan egy- vagy kétnapos szakmai útra is sor kerül, mely valamelyik tanulmányi programhoz kapcsolódik, vallási úticélja és hitéleti tartalma van, vagy a szakkollégiumi közösség megerősítését szolgálva a hallgatók tartalmas szabadidő-eltöltését célozza.
Ezen szakmai utak közé tartoznak a nyári szünidő végén sorra kerülő országos tanévnyitó ünnepségek (korábban: KRSZH-konferenciák), melyeken valamennyi cigány szakkollégium részt vesz.